# Due ragazze e un marinaio
Due ragazze e un marinaio (Two Girls and a Sailor) è un film del 1944 diretto da Richard Thorpe.

## Produzione
Il film fu prodotto dalla Metro-Goldwyn-Mayer (presents) e Loew's (produced by) (con il nome Loew's Incorporated).

## Distribuzione
Distribuito dalla Metro-Goldwyn-Mayer e dalla Loew's, il film venne presentato nella première del 27 aprile 1944. Il film fu poi presentato nelle sale cinematografiche USA nel giugno dello stesso anno con una prima a New York tenuta il 14 giugno 1944.